# 언제나 영화처럼
《언제나 영화처럼》은 ubc Green FM에서 최지은 아나운서가 진행하는 울산 전지역에 송출되는 프로그램이다.
| ubc Green FM         |                     |                    |
| 이전                 | 언제나 영화처럼     | 다음               |
| 문지영의 라디오스타  | 언제나 영화처럼     | 12시엔 주현영      |
| 오전 9시 ~ 오전 11시 | 오전 11시 ~ 낮 12시 | 낮 12시 ~ 오후 2시 |
|                      |                     |                    |